# Reuben Kosgei
Reuben Seroney Kosgei (Kapsabet, 2 de agosto de 1979) é um atleta de meio-fundo e fundo queniano, campeão olímpico e mundial dos 3000 metros com obstáculos.  É o mais jovem campeão desta prova em Jogos Olímpicos, ao conquistá-la aos 21 anos em Sydney 2000. Em 2001 foi também campeão mundial do steeplechase em Edmonton 2001 e conquistou a prata no Goodwill Games do mesmo ano.
Nos anos seguintes, Kosgei passou a disputar provas mais longas, notadamente corridas de rua, em distâncias entre os 10 km e a maratona. Nesta última, conquistou um segundo lugar na Maratona de Florença em 2009.